# Billy Idol: State Line
Billy Idol: State Line – Live At Hover Dam ist ein 2023 unter der Regie von Vincent Adam Paul und George Scott erschienener Konzertfilm.
Das Live-Konzert fand am 8. April 2023 vor der Kulisse des Hoover Dam zwischen den US-Bundesstaaten Arizona und Nevada als erstes Konzert überhaupt an diesem Ort vor nur 250 Zuschauern statt. Neben seinen Stammmusikern Steve Stevens, Stephen McGrath und Billy Morrison lud Billy Idol auch Steve Jones (Sex Pistols, Generation Sex), Alison Mosshart (The Kills) und Tony Kanal (No Doubt) als Gastmusiker ein.
Die Tickets wurden in drei Kategorien unterteilt, welche für 1206, 2412 und 3619 US-Dollar zu kaufen waren.
Der Film, in welchem Billy Idol in der Einleitung über einige Fakten zur Geschichte des Hoover Dam berichtet, kam am 14. November 2023 für nur einen Tag in ausgewählte Kinos. Am 25. November 2023 wurde der Film auf VEEPS.com gestreamt und am 11. Dezember 2023 auf DVD und Blu-ray-Disc veröffentlicht.
Im Abspann werden alle Zuschauer namentlich genannt.

## Setlist
1. Cradle of Love
2. Dancing With Myself
3. Flesh for Fantasy
4. Cage
5. Bitter Taste[3]
6. Eyes Without a Face
7. Dementia (Steve Stevens Solo)[4]
8. Mony Mony
9. To Be a Lover
10. John Wayne (mit Alison Mosshart)
11. Running From the Ghost[5]
12. One Hundred Punks
13. Blue Highway / Top Gun Anthem
14. Rebel Yell
15. Hot in the City
16. White Wedding